# Lastra a Signa
Lastra a Signa – miejscowość i gmina we Włoszech, w regionie Toskania, w prowincji Florencja.
Według danych na rok 2004 gminę zamieszkiwało 17 916 osób, 416,7 os./km².